# Kaan principe guerriero
Kaan principe guerriero (The Beastmaster) è un film del 1982 diretto da Don Coscarelli.

## Trama
Nel regno di Aruk, le streghe del sommo sacerdote Maaz prevedono che egli verrà ucciso dal figlio del re Zed. Maaz tenta di convincere Zed a uccidere il figlio nascituro come offerta sacrificale alla divinità Ar, ma Zed esilia Maaz e i suoi seguaci dalla città. Tuttavia, Maaz invia una delle sue streghe per trasferire il bambino dal grembo della regina di Zed in quello di una mucca. La regina muore e alla nascita del bambino, la strega lo marchia con il simbolo di Ar, ma viene uccisa da un villaggere che prende il principe neonato con sé e lo e cresce come suo figlio.
Il bambino, nominato Kaan, durante la sua crescita nel villaggio di Emur, impara a combattere e scopre di possedere la capacità di comunicare con gli animali, dono che il patrigno gli consiglia di tenere segreto. Da adulto, il popolo adottivo di Kaan viene massacrato dai Jun, un'orda di barbari fanatici al servizio di Maaz. Kaan, l'unico sopravvissuto all'attacco, giura vendetta e si reca ad Aruk per vendicare la famiglia adottiva. Lungo la strada, Kaan si allea con l'aquila Sharak, i furetti Kodo e Podo e Ruh, una tigre nera.
Kaan incontra brevemente una giovane schiava, Kiri, prima di andare incontro a una razza di uomini-uccello che consumano le loro vittime fino alle ossa dopo averle avvolte nelle loro ali. Quando Kaan richiama Sharak, gli uomini-uccello indietreggiano poiché venerano le aquile, e consegnano a Kaan un amuleto per richiamarli nel caso abbia bisogno del loro aiuto. Kaan giunge ad Aruk e scopre che Maaz ha preso il controllo grazie all'aiuto dei suoi barbari e i ribelli vengono separati dai figli, che egli sacrifica ad Ar.
Sharak impedisce l'esecuzione di una bambina e Kaan va incontro a Tal, figlio più giovane di Zed, e della sua guardia del corpo, Seth, e si unisce a loro nella missione per salvare Kiri, che si rivela essere la nipote del re. Mentre Seth raccoglie i rinforzi, Kaan aiuta Kiri e a Tal ad infiltrarsi nel tempio di Maaz e recuperano Zed, che è stato accecato, e sfuggono alle guardie mostruose. Assetato di vendetta, Zed si rifiuta di ascoltare i consigli di Kaan e pianifica di organizzare un'immediata rivolta contro Maaz. Rifiutato dal padre, Kaan si allontana per contro proprio finché non scopre che i suoi amici sono stati catturati da Maaz e ritorna di corsa ad Aruk per impedire la loro morte e sconfiggere il malvagio.
Durante lo scontro, Maaz rivela a Kaan il suo passato con Zed prima di uccidere il re tagliandogli la gola. Kaan trafigge Maaz a morte, ma egli viene resuscitato da una delle sue streghe, che dà la propria vita per permettergli di ottenere la vittoria. Prima che Maaz possa attaccare Kaan, il furetto Kodo si sacrifica eroicamente saltandogli in faccia e facendolo cadere nelle fiamme sacrificali. Di notte i Jun raggiungono Aruk per vendicare Maaz, ma Kaan e il popolo li affronta. Durante la battaglia, Tal rimane ferito ma Kaan riesce a uccidere la maggior parte dei barbari e invoca gli uomini-uccello per cibarsi dei nemici sopravvissuti.
Seth, ora che riconosce Kaan come erede al trono di Zed essendo suo primogenito, gli chiede di diventare il nuovo re, ma Kaan rifiuta spiegando che Tal sarà un regnante migliore. Nel finale, Kaan parte da Aruk verso nuove avventure insieme a Kiri, Ruh, Sharak e Podo, che ha dato alla luce due furetti.

## Sequel
Il film venne seguito dai film Kaan principe guerriero 2 (1991) e Beastmaster - L'occhio di Braxus (1996). Il film ispirò una serie televisiva, BeastMaster, trasmessa dal 1999 al 2002.